# NGC 42
NGC 42 és una galàxia espiral a la constel·lació del Pegàs.